# Bernardo de Troncoso y Martínez del Rincón
Bernardo de Troncoso y Martínez del Rincón   (Ciudad Rodrigo, 3 de setembre de 1715 - Palma, 23 de desembre de 1804) fou un militar espanyol, tinent general dels reials exèrcits i capità general de Mallorca a finals del segle XVIII. Fill de militars, va ingressar a l'exèrcit com a cadet en 1734. Va participar en la Guerra d'Itàlia de la dècada del 1740, participant en els atacs als estats de Savoia, País Niçard, en el setge de Cuneo, l'atac a Màntua i la presa d'Alexandria. També va participar en la guerra de Portugal de 1762-1763. En 1770 ascendí a coronel i participà en l'expedició a Alger. En 1776 ascendí a brigadier i participà en el setge de Gibraltar fins que en 1780 fou destinat a l'Havana com a inspector de provisions. D'abril a novembre de 1785 fou governador interí de Cuba, de 1786 a 1789 fou governador interí de Veneçuela i en 1789 fou ascendit a mariscal de camp. El 14 de juliol de 1789 fou nomenat governador i capità general de Guatemala, càrrec que va ocupar fins al 25 de maig de 1794.
Ascendí a tinent general en 1791 i en 1798 fou destinat a Mallorca. Com a oficial de major graduació fou nomenat capità general interí quan va marxar Gregorio García de la Cuesta fins a l'arribada de Juan Joaquín de Oquendo y Gil. Va morir a Palma el 23 de desembre de l'any 1804 i fou sebollit a l'església de Sant Francesc de Palma.